# کارل جیکوبز
کارل توماس جیکوبز (به انگلیسی: Karl Thomas Jacobs) (زاده ۱۹ ژوئیه ۱۹۹۸)، که پیش‌تر با نام گیمربوی‌کارل (به انگلیسی: GamerBoyKarl) شناخته می‌شد، با قد ( ۱۷۵ ~ cm ) یک استریمر توییچ، یوتیوبر، نویسنده و تهیه‌کننده آمریکایی است. او با حضور در تیم محتوای تصویری مستربیست به شهرت رسید و سپس شروع به تولید محتوای اختصاصی خود کرد که عمدتاً شامل ویدیوهای ماینکرفت است. جیکوبز خالق مجموعه داستان‌هایی از اس‌ام‌پی، یک سری آنتولوژی در دنیای دریم اس‌ام‌پی است که قرار است توسط دارک هورس کامیکس به عنوان مجموعه‌ای از کتاب‌های کمیک منتشر شود. او همچنین یکی از مجریان پادکست بانتر در کنار یوتیوبرهای ساپنپ و جرج‌نات‌فاوند است.

## فعالیت
جیکوبز در سال ۲۰۱۷ استریم در توییچ را آغاز کرد و در ابتدا با نام گیمربوی‌کارل به انجام بازی روبلاکس می‌پرداخت. در سال ۲۰۱۹، او به عنوان ویراستار ویدئو برای یوتیوبر مستربرو مشغول به کار شد. پس از مدتی، او به عنوان فیلم‌بردار برای برادر مستربرو، یعنی یوتیوبر مستربیست، فعالیت کرد و سپس به یکی از اعضای محتوای تصویری تیم مستربیست تبدیل شد. در یکی از ویدئوهای مستربیست گیمینگ، جیکوبز با یوتیوبر معروف ماینکرفت یعنی دریم آشنا شد و بعداً به سرور او، یعنی دریم اس‌ام‌پی، دعوت شد. جیکوبز مجموعه آنتولوژی آنلاین داستان‌هایی از اس‌ام‌پی را خلق کرد که داستان شخصیت‌های مختلف دریم اس‌ام‌پی را از طریق سفر در زمان شخصیت خودش به مکان‌ها و دوره‌های مختلف این سرور روایت می‌کند.
این مجموعه میزبان چهره‌های اینترنتی مانند لیل ناز اکس، دریم و کورپس هازبند بوده است. قسمت آزمایشی فصل دوم این مجموعه با عنوان «پیچ و خم» در ۱۱ فوریه ۲۰۲۲ منتشر شد. در اوت ۲۰۲۲، جیکوبز اعلام کرد که داستان‌های مجموعه داستان‌هایی از اس‌ام‌پی در قالب یک مجموعه کمیک با عنوان داستان‌های مسافر زمان برای انتشارات دارک هورس کامیکس اقتباس خواهند شد. این کمیک‌ها توسط دیو شیدت نوشته شده و تصویرسازی آن را کلی و نیکول متیوز انجام داده‌اند. این مجموعه در پنج قسمت، بین دسامبر ۲۰۲۳ تا آوریل ۲۰۲۴ منتشر شد.
در سپتامبر ۲۰۲۱، جیکوبز همراه با یوتیوبر ماینکرفت، ساپنپ، پادکستی به نام بانتر را راه‌اندازی کرد. پس از انتشار قسمت اول که با حضور مستربیست همراه بود، بانتر به مدت کوتاهی توانست از پادکست تجربه جو روگان پیشی بگیرد و به پادکست شماره یک اسپاتیفای تبدیل شود. در ۶ اوت ۲۰۲۲، جرج‌نات‌فاوند به عنوان سومین میزبان این پادکست معرفی شد.
در مارس ۲۰۲۲، جیکوبز به عنوان سفیر خلاق برای خرده‌فروش کفش سفرها معرفی شد. در ۹ نوامبر همان سال، بازی روزگاری یک جستر در استیم منتشر شد که جیکوبز در آن به جای چندین شخصیت صداپیشگی کرده است. در ۱۴ نوامبر ۲۰۲۲، جیکوبز اولین پویانمایی کوتاه خود را با عنوان در کنار خودم منتشر کرد. او در این پروژه به عنوان نویسنده و تهیه‌کننده فعالیت داشت، در حالی که النور کوپکا وظیفه پویانمایی و کارگردانی را بر عهده داشت و ریچل وودز موسیقی متن آن را ساخت.
در ۲۴ سپتامبر ۲۰۲۲، جیکوبز در مسابقه خیریه فوتبال سایدمن ۲۰۲۲ شرکت کرد و برای تیم سایدمن مقابل تیم یوتیوب آل‌استارز بازی کرد. این رویداد موفق شد بیش از ۱,۰۰۰,۰۰۰ پوند برای چهار مؤسسه خیریه مستقر در بریتانیا، شامل کمپین علیه زندگی بدبختانه، اعتماد سرطان نوجوان، اشعه‌های آفتاب و آموزش ام۷ جمع‌آوری کند. یک سال بعد، او بار دیگر در مسابقه خیریه فوتبال سایدمن ۲۰۲۳ شرکت کرد، اما این بار برای تیم یوتیوب آل‌استارز بازی کرد. این رویداد توانست بیش از ۲,۴۰۰,۰۰۰ پوند برای خیریه‌های مختلف جمع‌آوری کند.
در ۲۵ آوریل ۲۰۲۴، جیکوبز یک پویانمایی کوتاه به نام خانه سفرشده منتشر کرد. این اثر عمدتاً توسط جیکوبز نوشته و تهیه شد، کوین بیسل کارگردانی و پویانمایی آن را بر عهده داشت، و موسیقی متن آن توسط تمپورکس، اسپل‌کستینگ و سن پسران ساخته شد. همچنین، چندین همکار و خالق محتوای دیگر از جمله اسپرین و تیناکیتن به عنوان صداپیشه در این پویانمایی حضور داشتند.

## جوایز و نامزدی‌ها
| سال  | مراسم                   | دسته‌بندی          | نتیجه    | منبع   |
| ---- | ----------------------- | ----------------- | -------- | ------ |
| ۲۰۲۱ | یازدهمین جوایز استریمی  | شکست خالق         | نامزدشده | [ ۳۸ ] |
| ۲۰۲۲ | گیم آواردز ۲۰۲۲         | سازنده محتوای سال | نامزدشده | [ ۳۹ ] |
| ۲۰۲۴ | ۳۰ شخص زیر ۳۰ سال فوربز | بازی‌ها            | برنده    | [ ۴۰ ] |